# Patrice Drevet
Ne doit pas être confondu avec Patrick Drevet.
Patrice Drevet, né le 4 janvier 1948 à Paris, est un journaliste et homme politique français, membre du Parti radical et de Génération écologie. 
Il est notamment célèbre pour sa fonction de présentateur du journal météo sur France 2, et du Mini-journal de Patrice Drevet, diffusé tous les mercredis à 18h, du 1er octobre 1984 au 13 août 1987 sur TF1.
Patrice Drevet est le père de Cyril Drevet, animateur de télévision et journaliste de Player One.

## Biographie
Patrice Drevet suit les cours de l’École du spectacle jusqu'en 1964.
Il commence comme assistant, puis monteur, sur la deuxième chaîne de l’ORTF puis journaliste sur la première chaîne de l’ORTF, pour devenir responsable de l'édition du 20 heures en 1974.
Après une période de globe-trotter, il est animateur-producteur et producteur à la télévision :
en 1984, il présente Presse-citron, puis le Mini-journal (de Patrice Drevet) sur TF1. Le générique de l'émission est un extrait de Un autre monde du groupe Téléphone. Du 13 septembre 1986 au 27 juin 1987 sur la même chaîne il est aux commandes du Mini-mag.
De 1987 à 1988 il anime As3naute, le jeu Génies en herbe et Flash Mag sur FR3. Sur la même chaîne en 1989, il présente Drevet vend la mèche (DVLM), une émission quotidienne de 26 minutes. De 1990 à 1991, il travaille dans l'équipe d'Allain Bougrain-Dubourg sur FR3.
Il a été avec Georges Eddy de Canal+ l’animateur du premier Super jet ski de Jean Gilles Soupeaux, au Palais omnisports de Paris-Bercy en avril 1990.
En 1992, il tient la « rubrique emploi » dans l'émission Télématin sur France 2. Depuis lors, sur cette chaîne, il produit en 1993 l'émission Télévisator 2 présentée par son fils Cyril Drevet ainsi que des émissions de jeunesse du mercredi matin. Il est également le concepteur du Magazine de l'emploi, présenté avec Daniela Lumbroso le samedi matin. De 1996 à  2008 il présente les bulletins météo de France 2. Il travaille au service météo de la rédaction de France 2, nommé « grand reporter » et devient chef de service adjoint du service météo de la chaîne en 2001. Durant cette période, il présente aussi en 2006 : Ça vous dirait, une mensuelle de 52 minutes sur Demain.TV.
Il quitte ensuite la météo de France 2 et prend sa retraite le 11 janvier 2008.
Devenu rare dans les médias, il est, avec Patrice Laffont, Jean-Pierre Castaldi, Philippe Lavil (ainsi que Jérémy Charbonnel), l'un des protagonistes du divertissement Mieux vaut tard que jamais tourné en Asie et diffusé sur France 3 durant l'été 2019.
Il est vice-président de l'association L'Hippocampe.

## Récompense
- 1987 : 7 d'or - Meilleure émission pour la jeunesse

## Livres
- Tam-tam pour une Bétacam, en collaboration avec José-Louis Bocquet, éd. Carrère, 1987.
- Premier emploi, le Guide, éd. Hachette, 1992.
- Patrice Drevet (préf. Jean-Marc Jancovici), La planète se réchauffe ! : comprendre pour mieux lutter, Paris, Éditions du Chêne, 2007, 190 p. (ISBN 978-2-84277-769-2).

## Autres fonctions
Il est ou a été :
- conseiller de l'enseignement technologique, section audiovisuelle, auprès des Académies de Paris et de Versailles (réalisation de films sur les métiers).
- président (créateur en 1996) du Festival international de l'image des métiers (Film), qui a lieu tous les ans début octobre à Pézenas entre 2008 et 2014.
- président d'honneur de l'association Parcours et Patrimoine.
- président du club de pétanque de Neuilly-sur-Seine[7].
- Il est co-créateur en 2002-2003 de la radio VIVRE FM (75 - la voix des handi.) en 2003 créé sous l'égide du Magazine ETRE HANDICAP INFO d'Anne Voileau et de Joseph Giovanone, qui l'assiste dans le développement jusqu'en 2003.

Il a récemment prêté sa voix pour un documentaire sur la pétanque au Japon, Tokyo Soleil.

## Engagements politiques
- Du 16 mars 2008 jusqu'en 2014, il est conseiller municipal de Pézenas, dans l'Hérault, sur la liste conduite par le divers droite Alain Vogel-Singer.[réf. souhaitée]
- Le 28 janvier 2009, il est désigné comme chef de file du Nouveau Centre pour la région Sud-Ouest pour les élections européennes de 2009 avec Damien Abad. Le Nouveau Centre ayant renoncé à présenter des listes indépendantes de l'UMP, il accepte de prendre la tête de la liste Alliance écologiste indépendante de la circonscription Sud-Ouest, regroupant Génération écologie à laquelle il appartient, le Mouvement écologiste indépendant et La France en action.[réf. souhaitée]
- Le 29 janvier 2010, il est investi tête de liste de Alliance écologiste indépendante - pour les élections régionales en Languedoc-Roussillon. Il obtient 3,87 % des voix au premier tour, et soutient la candidature de Georges Frêche pour le second tour.[réf. souhaitée]
- En janvier 2012, il est investi candidat aux élections législatives par le Parti radical valoisien dans la première circonscription de l'Hérault. Il y réalise un score de 1,40 % des voix.[réf. souhaitée]